# بلریو-اسپاد اس.۵۱
بلریو-اسپاد اس.۵۱ (به انگلیسی: Blériot-SPAD_S.51) یک هواگرد ملخ‌پیشین تک‌موتوره از نوع جنگنده ساخت شرکت Blériot است. هواگرد بلریو اس. ۵۱ نخستین پروازش را در ۱۶ ژوئن ۱۹۲۴ میلادی انجام داد. در مجموع، تعداد ca. 60 فروند از این هواگرد ساخته شده‌است.
طراح این هواگرد، André Herbemont بود.